# Obrona ratusza w Kargowej

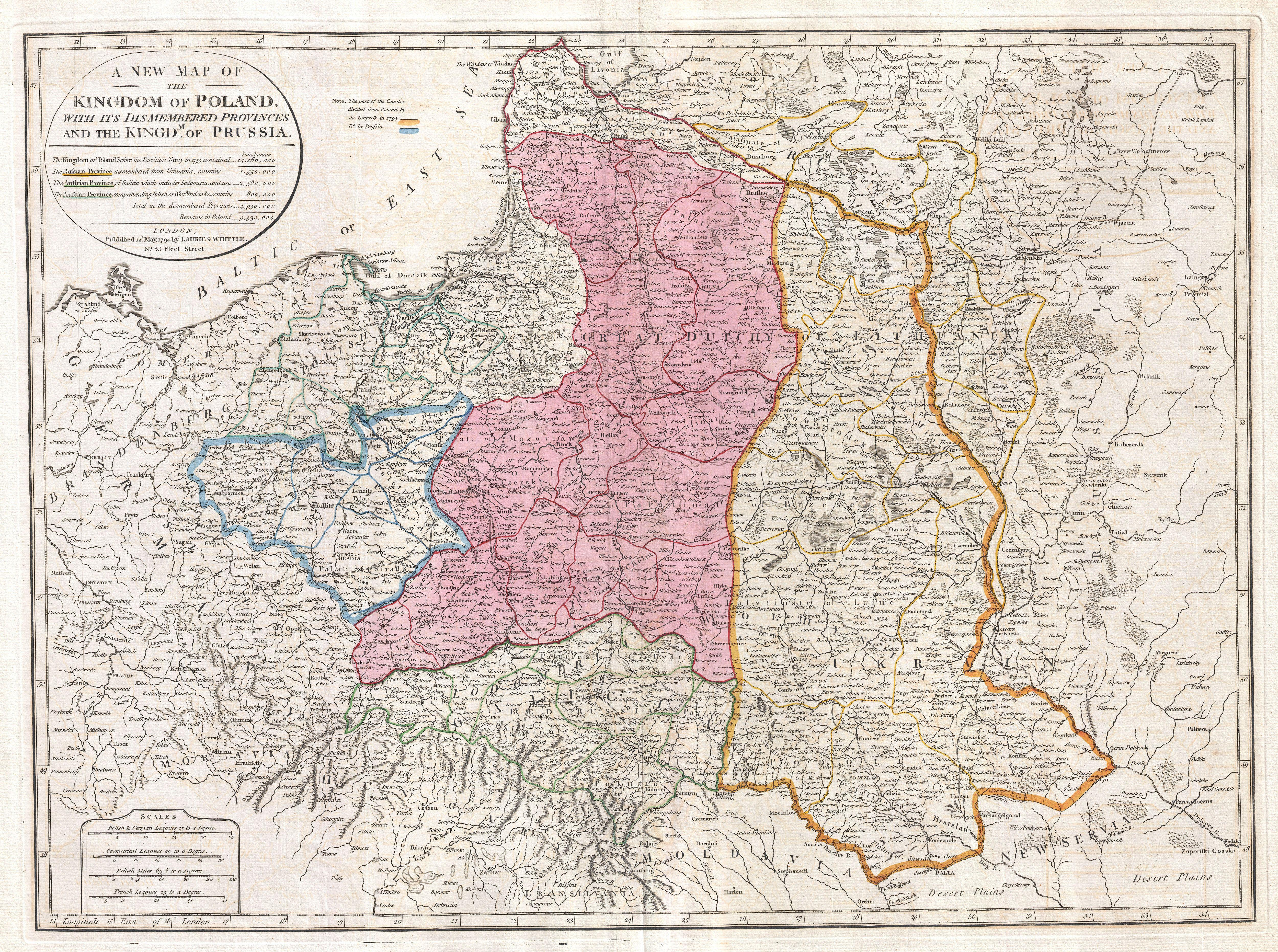
Rzeczpospolita po II rozbiorze. Mapa Thomasa Kitchina, wydawca: Laurie and Whittle (Londyn 1794), kolorem niebieskim zaznaczone ziemie zagarnięte przez Prusy

Obrona ratusza w Kargowej – incydent zbrojny mający miejsce 27 stycznia 1793 w Kargowej, pomiędzy wojskiem Rzeczypospolitej a wojskami Królestwa Prus, zakończony porażką niesubordynowanych żołnierzy polskich.

## Przebieg walk
23 stycznia 1793 doszło do podpisania traktatu podziałowego („drugiego traktatu petersburskiego”) między Katarzyną II a Fryderykiem Wilhelmem II, po czym wojska pruskie - dowodzone przez Joachima Heinricha von Möllendorfa - weszły do Wielkopolski. Po ogłoszeniu rozbioru targowickie władze polskie wydały oddziałom znajdującym się na utraconych terenach rozkaz wycofania się. Oddziały z Prowincji wielkopolskiej miały przenieść się do Łowicza. Liczący około 40 lub 60 żołnierzy garnizon z Kargowej, dowodzony przez kapitana Kazimierza Więckowskiego - jako jeden z nielicznych - nie wykonał rozkazu odwrotu. Co więcej dowódca nakazał przygotować do obrony miejscowy ratusz.
27 stycznia 1793 do Kargowej wkroczyły 600-osobowe siły pruskie majora von Milkau. Prusacy zażądali złożenia broni i wydania odwachu. W czasie rozmowy z Prusakami kpt. Więckowski upadł od ciosów szabel i bagnetów – jego zachowanie omyłkowo wzięto za próbę ataku na pruskiego dowódcę. Sporna jest kwestia śmierci Więckowskiego. Według najczęściej spotykanej wersji zdarzeń Więckowski w chwili rozmów z pruskim dowódcą zginął, jednak część źródeł wojskowych wymienia go później jako uczestnika insurekcji kościuszkowskiej, a źródła genealogiczne podają rok 1820 jako datę jego śmierci. Według pierwszej wersji, po śmierci swojego dowódcy Polacy otworzyli do Prusaków ogień. Siły pruskie otoczyły ratusz i, wykorzystując przewagę ognia, przeprowadziły szturm budynku. Po krótkiej wymianie ognia von Milkau zorganizował swoistą „grupę szturmową”, która sforsowała bramę budynku. Rozpoczęła się nierówna walka, a następnie masakra obrońców, połączona z dobijaniem rannych i brutalnym rabunkiem. Nieliczni ocalali polscy jeńcy zostali poprowadzeni 31 stycznia 1793 w triumfalnej paradzie ulicami Poznania w zgrupowaniu gen. Friedricha von der Trencka.

## Upamiętnienie
Pamięć o obrońcach ratusza przetrwała wśród mieszkańców miasta. Przez wiele lat ludność broniła ratusza przed remontem, który mógłby usunąć ze ścian ślady po kulach – były one widoczne do ok. 1830 r.. Obecnie na ratuszu znajduje się tablica pamiątkowa.
Drugim miejscem upamiętnienia jest kościół parafialny pw. Najświętszej Marii Panny w Kopanicy, gdzie umieszczona jest na lewej ścianie nawy głównej tablica marmurowa o wymiarach 60x50 cm z nazwiskami obrońców.